# Noyon
For another meaning, see Noyan
Noyon (Latin: Noviomagus Veromanduorum) là một xã thuộc tỉnh Oise trong vùng Hauts-de-France phía bắc nước Pháp. Xã này nằm ở khu vực có độ cao trung bình 52 mét trên mực nước biển.
Thị trấn nằm bên kênh đào Oise, 100 km về phía bắc thủ đô Paris.

## Cư dân nổi bật
- John Calvin.
- Medardus
- Godeberta
- Jacques de Noyon

## Kết nghĩa
- - Hexham – Anh
- - Metzingen – Đức